# Zeitz
Zeitz is een stad in de Duitse deelstaat Saksen-Anhalt, gelegen in de Landkreis Burgenlandkreis. De stad telt 27.187 inwoners.

## Indeling gemeente
De volgende Ortsteile maken deel uit van de gemeente:
- Aue
- Aylsdorf
- Döbris, sinds 1 juli 2009
- Geußnitz, sinds 1 juli 2009
- Hainichen
- Kayna, sinds 1 juli 2009
- Luckenau, sinds 1 januari 2010
- Nonnewitz, sinds 1 juli 2009
- Rasberg
- Streckau, sinds 1 januari 2010
- Theißen, sinds 1 januari 2010
- Weidau, sinds 1 januari 2010
- Würchwitz, sinds 1 juli 2009
- Zangenberg

## Bekende inwoners
- Anna Magdalena Bach (1701-1760), de tweede vrouw van Johann Sebastian Bach
- Julius Richard Petri (1852-1921), bacterioloog
- Walter Krüger (1892-1973), generaal
- Werner Dörffler-Schuband (1892-1959), SS-generaal

An der Poststraße · 
Bad Bibra · 
Balgstädt · 
Droyßig · 
Eckartsberga · 
Elsteraue · 
Finne · 
Finneland · 
Freyburg · 
Gleina · 
Goseck · 
Gutenborn · 
Hohenmölsen · 
Kaiserpfalz · 
Karsdorf · 
Kretzschau · 
Lanitz-Hassel-Tal · 
Laucha an der Unstrut · 
Lützen · 
Meineweh · 
Mertendorf · 
Molauer Land · 
Naumburg · 
Nebra · 
Osterfeld · 
Schnaudertal · 
Schönburg · 
Stößen · 
Teuchern · 
Weißenfels · 
Wethau · 
Wetterzeube · 
Zeitz